# Повстюк Святослав Леонідович
Святосла́в Леоні́дович Повстю́к — старший солдат Збройних сил України, учасник російсько-української війни.
Проживає в місті Новоград-Волинський. Станом на березень 2017-го — курсант, Військова академія міста Одеса.

## Нагороди
- орден Богдана Хмельницького III ступеня (2022) — за особисту мужність і самовіддані дії, виявлені у захисті державного суверенітету та територіальної цілісності України, вірність військовій присязі[1].
- орден «За мужність» III ступеня (2015) — за особисту мужність і героїзм, виявлені у захисті державного суверенітету та територіальної цілісності України, вірність військовій присязі під час російсько-української війни[2].